# Ezequiel Corrêa dos Santos
Ezequiel Corrêa dos Santos (Duque de Caxias, 10 de abril de 1801 – Rio de Janeiro, 28 de dezembro de 1864) foi um farmacêutico brasileiro.
Foi eleito membro da Academia Nacional de Medicina em 1835.